# Mobile Payment

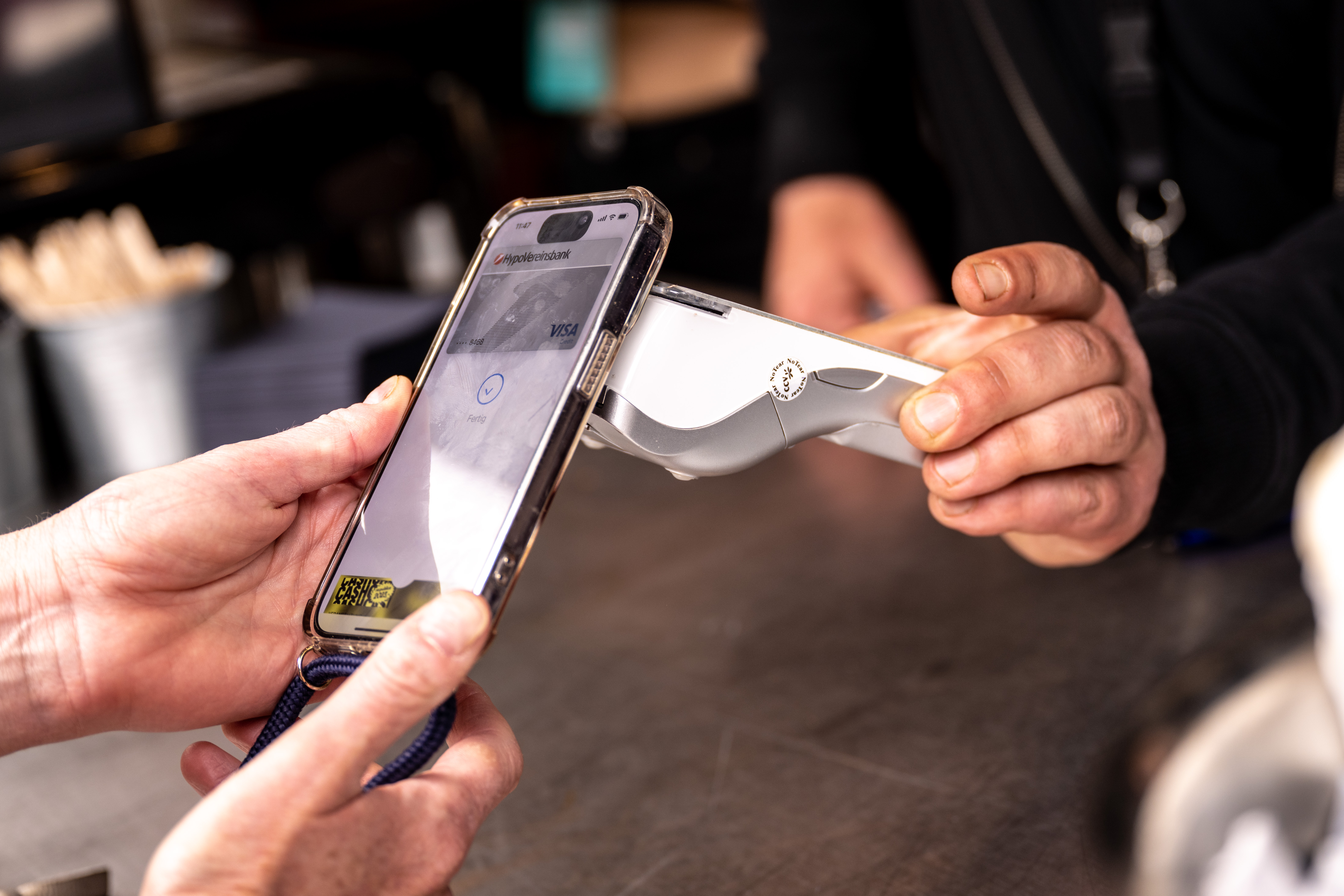
Mobile Payment, Beispiel einer Zahlung mit Mobiltelefon

Mobile Payment ist eine elektronische Zahlungsform unter Verwendung von mobilen Endgeräten. Dabei werden mobile elektronische Techniken zur Initiierung, Autorisierung oder Realisierung der Zahlung eingesetzt, etwa mittels Mobiltelefonen oder Smartwatches.
Bei der Betrachtung mobiler Bezahlverfahren sind zwei Grundaufgaben zu unterscheiden: Während innerhalb des Mobile Commerce eine vom Nutzer idealerweise als systeminhärent wahrgenommene Bezahlung eines mobilen Angebotes vorgenommen wird, ist mobiles Bezahlen außerhalb des Mobile Commerce selbst wiederum eine Mobile-Commerce-Anwendung, die in verschiedenen Szenarien Bezahlfunktionalität zur Verfügung stellt. Außerhalb des Mobile-Commerce kommen hierfür grundsätzlich das Bezahlen im (stationären) Internet, das Bezahlen an Automaten aller Art, das Bezahlen gegenüber einer Person, die als Händler oder Dienstleister auftritt (etwa im Kaufhaus, beim Pizzaboten oder im Taxi) sowie die Übertragung einer Geldsumme zwischen Endkunden (Person-to-Person, P2P) in Betracht.

## Geschichte
Etwa seit Mitte der 1990er Jahre gibt es ernsthafte Bestrebungen, das Mobiltelefon für beliebige Bezahlvorgänge einzusetzen. Ausgangspunkt war zunächst die Tatsache, dass das Mobiltelefon aufgrund seiner spezifischen Eigenschaften, der hohen Verbreitung in der Bevölkerung und aufgrund des Nutzerverhaltens im Umgang damit für die Abwicklung von Bezahlvorgängen besonders geeignet ist. Werden Mobiltelefone (Handys) eingesetzt, wird dies speziell als Handypayment (Scheinanglizismus für mobilfunkbasierende Bezahlung) bezeichnet. Die meisten Bezahlvorgänge lagen zunächst im Bereich des Micropayments, d. h., es werden Beträge zwischen 0,01 und 5,00 Euro abgerechnet. Stark verbreitet ist die Bezahlung von mobilfunknahen Diensten wie z. B. Klingeltönen, Bildern oder Ähnlichem.
Die Grundlagen des Bezahlens per Mobiltelefon in Deutschland sind in den Verträgen der deutschen Mobilfunkanbieter verankert. Laut diesen Verträgen dürfen zum Beispiel die sogenannten Premium-SMS nur für mobilfunknahe Dienstleistungen verwendet werden. Dazu zählen z. B. Klingeltöne und Logos fürs Handy oder z. B. für SMS-Wahlen zu Fernsehsendungen. Explizit ausgeschlossen ist jedoch die Verwendung von Premium-SMS für die Bezahlung von nicht-mobilfunknahen Dienstleistungen, wozu auch das Internet gehört. Einige Anbieter setzen auch heute noch im deutschsprachigen Raum Premium-SMS zur Bezahlung verschiedener Dienstleistungen im Internet ein. Wegen fehlender Freigabe durch die Mobilfunkanbieter können sie bei Kenntnisnahme sofort abgemahnt und zeitnah abgeschaltet werden.
Im Jahr 2003/2004 wurde mit Mobile Ticketing in den ersten öffentlichen Verkehrsunternehmen (Bonn, Köln, Osnabrück) Handypayment einem breiteren Publikum vorgestellt. Im Jahr 2004 wurde dieses erste Mobile Ticketingsystem in Deutschland Teltix in die „Mobile Wallet“ von T-Mobile integriert. Handypayment wurde in der Schweiz ab 2003 an einigen Verkaufsautomaten von Selecta als Pilotprojekt getestet, bevor 2011 der nationale Rollout stattfand.
2008 wurde das Handyporto zur Frankierung von Standardbriefen und Postkarten innerhalb Deutschlands eingeführt, 2013 zog die Schweiz mit der SMS-Briefmarke nach.
Seit Ende 2009 nutzen Zeitungs- und Zeitschriftenverlage Handypayment vermehrt für e-paper-Angebote, etwa kostenpflichtige elektronische Zeitungsartikel, elektronische Zeitschriftenartikel oder anderen Paid Content.
Auch das Handy-Parken fand immer mehr an Verbreitung.
Im Oktober 2018 haben verschiedene Marktakteure die Mobile-Payment-Initiative gegründet. Seit April 2019 kann in Deutschland an über 300 HEM-Tankstellen mit dem Mobile Payment-Anbieter ryd pay direkt aus dem Auto bezahlt werden.
2015 wurden 51 % der Mobile Payment-Zahlungen über SMS abgewickelt. Erst mit der Einführung von Smartphones konnte Mobile Payment eine breitere Nutzerschicht erreichen. Wurden die anfänglichen Zahlmöglichkeiten Premium-SMS und Mehrwertdienste mittels Telefonrechnung beglichen, konnten durch die Verbreitung des mobilen Internets neue Möglichkeiten eröffnet werden. Eine Abrechnung mittels Telefonrechnung stellte sich für den Erfolg von Mobile-Payment als hinderlich heraus. So bewegen sich Mehrwertdienste z. B. nur in einem gewissen Preiskorridor – eine Abrechnung mit dem Verbraucher kann nur über Dritte erfolgen.

## Standardisierung
Im Rahmen der Initiative SEMOPS wird ein einheitlicher europäischer Standard angestrebt. Ähnliche Ansätze verfolgt Frankreich mit seinem Programm ERGOSUM. Am 16. November 2015 verabschiedete der Rat der Europäischen Union die überarbeitete Zahlungsdiensterichtlinie (PSD2), Richtlinie (EU) 2015/2366. Die Banken werden darin verpflichtet, Schnittstellen einzurichten, die Zahlungsdienstleistern den Zugriff auf die Konten der Bankkunden ermöglichen. Ab dem 14. September 2019 müssen diese allen Drittanbietern entweder eine eigene dedizierte Schnittstelle bieten oder sie dieselbe nutzen lassen, wie sie ihren eigenen Kunden bereitstellen. 2019 schlossen sich die sieben Mobile-Payment-Anbieter Bluecode (Österreich), Momo Pocket (Spanien), Pagaqui (Portugal), Vipps (Norwegen), ePassi, Pivo (beide Finnland) sowie Alipay (China) zur Mobile Wallet Collaboration zusammen. Diese Vereinigung will künftig einen untereinander kompatiblen QR-Code anbieten. Infolge wurde die European Mobile Payment Systems Association (EMPSA) mit Sitz in Zürich gegründet. Zu den Gründungsmitgliedern gehören Bluecode (Österreich, Deutschland), Twint (Schweiz), Swish (Schweden), Vipps (Norwegen), MobilePay (Finnland, Dänemark), Bancontact Payconiq (Belgien) und Sibs/MB Way (Portugal). Im Rahmen von Horizont 2020 wurden Bluecode knapp zwei Millionen Euro an Fördergeldern zugesprochen. Unterstützt wurde Bluecode dabei vom Enterprise Europe Network.

### Software
Am Markt eingeführte reine Softwarelösungen sind beispielsweise:

#### International
- M-Pesa

wurde von der kenianischen Mobilfunkfirma Safaricom in Kooperation mit dem Kommunikationsunternehmen Vodafone entwickelt und im März 2007 in Kenia lanciert.
- Apple Pay

wurde vom US-amerikanischen Unternehmen Apple für hauseigene mobile Geräte im Oktober 2014 in den Vereinigten Staaten lanciert.
- Google Pay

wurde vom US-amerikanischen Unternehmen Google für Android-Geräte im September 2015 in den Vereinigten Staaten lanciert.
- Huawei Pay

wurde von Huawei und China UnionPay lanciert und soll global auf allen NFC-fähigen Geräten von Huawei installiert werden. Als erstes Land außerhalb Chinas werde der Dienst in Russland aufgeschaltet.
- PayPal

kann auch im Laden eingesetzt werden, bisher allerdings erst in einigen wenigen Geschäften in Berlin. Über den Umweg Google Pay kann PayPal jedoch an allen POS-Terminals eingesetzt werden, die Mastercard akzeptieren.
- Samsung Pay

wurde von Samsung Electronics im August 2015 in Südkorea lanciert.
- Allianz Prime

wird von Allianz Worldwide Partners seit dem 27. Februar 2018, unter Mitwirkung einiger Kunden der Allianz, in Italien getestet. Die Nutzer können weltweit an allen Terminals für kontaktloses Bezahlen mobile Zahlungsvorgänge durchführen. Wirecard erstellt bei Visa ein virtuelles Konto, in das dann über jedes beliebige Bankkonto oder auch über die Kreditkarte des Kunden eingezahlt werden kann.

##### Nicht mehr aktiv
- boon. by Wirecard

Ab 2015 bot Wirecard die voll digitalisierte mobile Payment-App boon. an, die auf einer virtuellen Kreditkarte (Prepaid) von Mastercard basierte und auf Smartphones mit den Betriebssystemen Android sowie iOS lief. Die boon.-Mastercard konnte z. B. auch via Swatch Pay genutzt werden. Nach und nach wurde die Bezahlfunktion der boon.-App eingestellt. Das Unternehmen hat angekündigt voll auf die virtuelle boon.-Mastercard zu setzen, welche für Apple- und Google Pay etc. genutzt werden kann.

#### Brasilien
- Das Zahlungssystem Pix wird von der Zentralbank von Brasilien bereitgestellt und ist inzwischen (Stand 2025) die populärste Art und Weise in Brasilien, Zahlungen zu tätigen – vor Debitkarten und Bargeld.

#### China
Bislang hatte fast jede Bank in China ihre eigene App für mobile Bezahlungen und Online-Banking. Diese Apps konnten mit dem Service von den häufig genutzten Bezahlfunktionen von WeChat und Alipay aber nicht mithalten. Dies könnte sich nun ändern: China UnionPay, die einzige Bankkartenorganisation Chinas, hat nun eine neue App namens „UnionPay Mobile QuickPass“ veröffentlicht. Sie ist eine bankübergreifende Lösung, die fast alle Funktionen mobiler Bezahlungen bietet.
Laut dem Marktforschungsunternehmen iResearch China beträgt der Umsatz im 2. Quartal 2017 mit mobilen Bezahlsystemen 3,47 Billionen Euro. WeChat Pay hat einen Marktanteil von knapp 40 Prozent, Alipay kommt auf fast 55 Prozent.
- Alipay

hat mehr als 600 Millionen Nutzer weltweit.
- WeChat Pay

hat mehr als 806 Millionen Nutzer weltweit.

#### Deutschland
In Deutschland hat sich bisher kein mobiles Bezahlverfahren durchgesetzt, es bestehen Standardisierungsbemühungen im Rahmen des National Roundtable M-Payment, NFC ist sehr stark verbreitet.
- Deutsche Bank Mobile

Die Deutsche Bank hat das mPayment Anfang April 2017 in seine reguläre Mobile-Banking-App für Android integriert. In Kombination mit einer Mastercard können Kunden an NFC-Terminals in allen Geschäften bezahlen, die diese Kreditkarte akzeptieren. Für iPhone-Nutzende empfiehlt die Bank Apple Pay.
- GO4Q

ist ein im Dezember 2012 vorgestelltes mobiles Bezahlsystem der Firma IT-Werke auf der Basis von QR-Codes, wodurch handelsseitig keine spezielle Hardware notwendig ist. Die Autorisierung von Transaktionen erfordert die Eingabe einer PIN. Die Nutzung von GO4Q ist für Endkunden kostenfrei. Nach Anmeldung ist die Hinterlegung mindestens eines Zahlungsinstruments erforderlich, wobei Lastschrift, Kreditkarte oder PayPal verfügbar sind. Das Bezahlsystem wurde erstmals im April 2013 von Edeka Südwest eingesetzt.
- NFC

Die Sparkassen in Deutschland haben im August 2018 die App Mobiles Bezahlen lanciert. Die App läuft auf NFC-fähigen Smartphones mit Android-Betriebssystem ab Version 6.0 und bedingt ein Mindestalter von 13 Jahren. Des Weiteren muss man im Besitz einer Debit- oder Mastercard der Sparkasse sein und das E-Banking-Angebot der Bank nutzen.
Viele Volks- und Raiffeisenbanken bieten über die Android-App Digitale Karten seit September 2018 Girocard, Mastercard und Visa Karten in digitaler Form an. Die App läuft auf NFC-fähigen Smartphones mit Android-Betriebssystem ab Version 6.0.
Bei vielen Kreditkarten wird für Kleinbeträge bis 25 Euro eine vereinfachte Bezahlfunktion angeboten, bei der keine PIN erforderlich ist.
- Payback Pay

Nach Registrierung der persönlichen Daten, können Kreditkarten, Debitkarten wie z. B. die EC- oder Maestro-Karte, bzw. Loyalty-Karten auf der Applikation hinterlegt werden. Bezahl-Transaktionen werden entweder mittels Scannen eines QR-Codes durch das Smartphone oder durch NFC- und Bluetooth-Technologie drahtlos ausgelöst. Die UMT AG ist als technischer Infrastrukturbetreiber und Dienstleister verantwortlich.
- Postbank Finanzassistent

wurde im September 2017 von der Postbank für die Android-Mobile-Banking-App des Geldinstituts lanciert. Voraussetzung sind eine Visa-Karte der Postbank und ein Smartphone mit NFC-Chip.

##### Nicht mehr aktiv
- iPayst

Die UMT AG hat im Frühjahr 2012 ihre mobile wallet iPayst eingeführt, die vorrangig im süddeutschen Raum in der Gastronomie und der Hotellerie eingesetzt wurde. Nach Registrierung der persönlichen Daten konnten Kreditkarten, Debitkarten wie z. B. girocard oder Maestro-Karte, bzw. Loyalty-Karten auf der Applikation hinterlegt werden. Bezahl-Transaktionen wurden entweder mittels Scannen eines QR-Codes durch das Smartphone oder durch NFC- und Bluetooth-Technologie ausgelöst. Zur Identifikation und Autorisierung der Transaktion musste ein Fingerabdruck oder vierstelliger persönlicher PIN Code eingegeben werden. Nach erfolgter Bezahlung wurde automatisch der Rechnungsbetrag, die verwendete Karte und der teilnehmende Händler innerhalb der Applikation angezeigt. Die technologische Weiterentwicklung findet nun ihre Anwendung innerhalb der Payback Pay App, für welche die UMT AG als technischer Infrastrukturbetreiber und Dienstleister verantwortlich ist.
- kesh

war ein im Mai 2013 von der biw Bank für Investments und Wertpapiere vorgestelltes mobiles Bezahlsystem, das Zahlungen im Handel und unter Privatpersonen ermöglichte. Das System wurde vom IT-Dienstleister XCOM AG entwickelt und erlaubte Zahlungen über die Eingabe der Telefonnummer, die am Point of Sale als QR-Code dargestellt wurde. Der Dienst wurde am 30. November 2017 eingestellt.
- Mpass

war ein mobiles Internet-Bezahlsystem, gegründet von O2 und Vodafone; die Deutsche Telekom trat im Oktober 2010 bei. Es konnte aber auch von Nutzern anderer deutscher Mobilfunkbetreiber eingesetzt werden. Mpass erlaubte eine parallele Autorisierung mittels Mobiltelefon und Internet (PIN- bzw. TAN-Abfrage). Am 9. Oktober 2012 startete O2 als erster der drei Netzbetreiber mpass auf Basis des NFC-Standards. Mpass stellte seinen Dienst zum 30. September 2016 ein.
- Vodafone Wallet

von Vodafone funktionierte mit allen Visa-Kreditkarten und mit PayPal. Die Registrierung war relativ kompliziert, funktioniert dann aber überall, wo es NFC gibt. Vodafone Wallet wurde zum 28. Juni 2018 eingestellt.
- Yapital

war eine 2011 gegründete Tochter der Otto Group. Das mobile Bezahlen mit Yapital basierte hauptsächlich auf QR-Codes: Der Nutzer konnte mit der Yapital-App auf dem Smartphone einen QR-Code scannen und anschließend die Zahlung bestätigen. Durch die Verwendung von QR-Codes war theoretisch die bargeldlose Bezahlung mit Yapital in verschiedenen Kanälen (stationär, online, auf Rechnung) möglich. Der Betrieb wurde zum 31. Januar 2016 eingestellt.

#### Österreich
- Blue Code – ehemals VeroPay

ist ein 2012 von der Secure Payment Technologies GmbH gestartetes Zahlungsverfahren aus Österreich. Seit 2018 ist Bluecode auch in Deutschland verfügbar.
- Paybox

ist ein SMS-Zahlungsverfahren der paybox Bank AG in Österreich, das Ende der 1990er Jahre auch in Deutschland verfügbar war. Im Jahr 2003 übernahm Mobilkom Austria die paybox austria AG zu 100 Prozent. Die paybox hatte ihr Endkundengeschäft in Deutschland eingestellt, nachdem die Deutsche Bank sich als Hauptinvestor aufgrund der schlechten Erfolgsaussichten zurückgezogen hatte. Ab September 2019 wird paybox nur noch zum Kauf von Parkscheinen (Handyparken) in Österreich nutzbar sein.
- Zoin

ist eine App der österreichischen Banken und wird am Smartphone für die „Handy–zu–Handy–Überweisung“ über die Telefon-Kontakte eingesetzt. Kontonummern beziehungsweise IBAN sind dazu nicht notwendig.

#### Schweiz
Im Jahr 2015 hat Postfinance die App Twint lanciert. Der Schweizer Markteintritt von Apple Pay erfolgte 2016, Samsung Pay folgte 2017 und Google Pay 2019. Noch 2016/2017 wurde Twint mit der UBS-, ZKB- und SIX-App Paymit fusioniert. Twint wurde in Folge zur Lösung vieler Schweizer Banken und von SIX. 2018 wurde bekannt, dass die Wettbewerbskommission untersucht, ob die Schweizer Banken ein Kartell gegen Apple Pay bilden.
2017 wurden etwas mehr als 0,2 % aller Zahlungen in der Schweiz über eine Smartphone-App getätigt. Diesen Marktanteil schätzte das Institut für Finanzdienstleistungen Zug IFZ in seiner FZ Retail Banking-Studie. 2018 wurden rund 0,5 % aller Zahlungen mit dem Mobiltelefon getätigt. 2019 startete SIX Payment Services, ein Tochterunternehmen von Worldline, mit einem einheitlichen QR-Code für Twint, Alipay und WeChat Pay. 2023 verzeichnete Twint mehr als 5 Millionen Nutzende. Das Einsatzgebiet von Twint beschränkt sich auf die Schweiz.
 Nicht mehr aktiv 
- Postfinance E-Wallet

Ab 2016 konnten Kunden der Postfinance zeitweise mit der Mobile-Banking-App des Geldinstituts kontaktlos im Handel bezahlen. Voraussetzung war ein Konto bei der Postfinance und ein NFC-fähiges Android-Smartphone. Das Einsatzgebiet der digitalen Postfinance Card beschränkte sich auf die Schweiz.
- Visa Bonus Card

Die Mobile App Visa Bonus Card für Android der BonusCard.ch AG, Teil der Cornèr Bank, konnte weltweit eingesetzt werden. Die Karte ließ sich auch für Apple- und Samsung Pay nutzen.
- Mobile Pay

Mit der Funktion Mobile Pay, in der VisecaOne App der Aduno Gruppe, einem Android NFC-Smartphone sowie einer Mastercard von einer der teilnehmenden Kantonalbanken (Freiburger Kantonalbank, BCJ, BCN und Walliser Kantonalbank), konnte an allen kontaktlosen Terminals weltweit bezahlt werden. Das Modul stammte von SwissWallet.

### Hardware
Der Near Field Communication (NFC) wird hardwareseitig am ehesten zugesprochen einen Standard etablieren zu können. In den meisten Fällen wird eine EMV-Chipkarte (Kredit-, Debitkarte etc.) mit der Host-Card-Emulation-Technologie auf den NFC-Chip eines Endgerätes (Smartphone, Smartwatch etc.) übertragen, eine Technologie zur Virtualisierung von Chipkarten in NFC-basierten mobilen Bezahlverfahren. Apple hat bei iOS-Geräten, im Gegensatz zu Google bei den Android-Geräten, die NFC-Schnittstelle nicht für Drittanbieter geöffnet, weswegen viele Bankinstitute nur Apps für Android auf den Markt bringen. Anderseits setzen einige Apps anstelle von NFC auf QR-Codes, welche mit Hilfe von Smartphone-Kameras eingelesen werden. Im Juli 2024 wurde bekannt, dass Apple anderen Entwicklern von mobilen Geldbörsen und Zahlungsdiensten kostenlosen Zugang zum NFC-Chip seiner Geräte fürs kontaktlose Bezahlen innerhalb des Europäischen Wirtschaftsraum (EWR) gewähren muss.
Visa und Mastercard gaben bereits 2014 bekannt, dass es ab 2020 möglich sein wird, in ganz Europa an jedem POS-Terminal mit NFC zu bezahlen. Laut einer Umfrage vom EHI Retail Institute aus dem Jahr 2014 boten damals bereits 28 % der befragten berührungsloses Zahlen via Karte und 24 % via mobile Payment an. Im Gegensatz dazu können SMS-basierte Dienste von sämtlichen Handys eingesetzt werden.
Darüber hinaus gibt es auch Add-on-Lösungen, die eine mobile Kreditkarten-Abwicklung ermöglichen. Hierzu wird meist die Audiobuchse des Mobiltelefons, Bluetooth oder NFC zur Übertragung genutzt; Lexware pay, iZettle und Payleven erlauben die Verwendung beider Schnittstellen. Auch Sumup und VR-pay sind Mobile Point of Sale (mPOS) Zahlungsdienstleister. 2022 hat Stripe die  Apple-Lösung Tap to pay in den USA lanciert,  wobei iPhones mittels der NFC-Technologie als mobile Zahlungsterminals fungieren. Im selben Jahr haben PayPal und Worldline Tap to pay für Android lanciert.

## Index
Der Solactive Mobile Payment NTR Index von Solactive fasst die zwanzig Aktien mit der höchsten Marktkapitalisierung von Unternehmen zusammen, die in den Bereichen der elektronischen und mobilen Zahlungsabwicklung tätig sind. Das Indexzertifikat WKN DS8PAY wird von der Deutschen Bank herausgegeben. Mit Stand vom 13. Juli 2024 sind folgende Unternehmen im Index vertreten:
Adyen • Corpay • DLocal • Edenred • Fidelity National Information Services • Fiserv • Flywire Corp-Voting • Global Payments • GMO Payment Gateway • Marqeta • Mastercard • Network International Holdings • Nexi • PayPal • Shift4 Payments • Shopify • Stoneco • VISA • WEX • Worldline